# موریس مارشال
موریس مارشال (Morris Marshal) خودرویی است که در سال‌های ۱۹۵۷ تا ۱۹۶۰تولید شده‌است. طول آن در حالت طبیعی ۱۸۱ اینچ (۴٬۶۰۰ میلیمتر)، عرض آن در حالت طبیعی ۶۳ اینچ (۱٬۶۰۰ میلیمتر) و ارتفاع آن در حالت طبیعی ۶۱٫۵ اینچ (۱٬۵۶۰ میلیمتر) است.
موتور آن ۲۶۳۹ سی‌سی است.